# Occupazione dei cantieri Ansaldo di Viareggio
Lo sciopero generale e l'occupazione dei cantieri della società "Costruzioni e Navigazione Velieri", conosciuta come "Ansaldo", di Viareggio è stato uno sciopero generale e l'occupazione di un importante cantiere navale avvenuta nel 1919 nell'ambito del Biennio rosso, che portò l'intera città ad essere sottoposta ad assedio da parte del Regio Esercito, e che costituì un antefatto delle Giornate rosse di Viareggio, successiva e più grave insurrezione avvenuta nel 1920. Si trattò di una delle prime occupazioni di fabbriche avvenute in Italia.

## Dinamica
La prima parte dell'anno era stata caratterizzata da numerosi scioperi a Viareggio. 
Il 19 luglio del 1919 la Camera del Lavoro proclamò uno sciopero generale politico a sostegno ai tentativi di repubbliche socialiste tedesca e ungherese. L'adesione dei lavoratori fu massiccia e anche le maestranze del cantiere navale Società Costruzione e Navigazione Velieri, più noto come Cantiere Ansaldo, proclamarono lo sciopero e successivamente occuparono la fabbrica. 
Il prefetto Alfonso Limongelli tentò una mediazione ma dal governo arrivò l'ordine di stroncare sul nascere la protesta. La città fu posta in stato d'assedio, impedendo qualunque ingresso o uscita, compresa l'attività dei pescherecci.  
Tale stato perdurò per una settimana, durante la quale vennero organizzate dall'avvocato Corrado Ciompi e dal notaio Ciro Casella, entrambi parte del Partito Popolare Italiano e dal costruttore navale Adolfo Lippi delle milizie antisocialiste, note come Guardie Bianche. Di fronte alla Camera del Lavoro venne posizionata una mitragliatrice e chiunque lasciasse l'edificio venne perquisito dai militari. L'avvocato Luigi Salvatori convinse i Regi Carabinieri a non irrompere nella sede, al fine di non aumentare la tensione. Vennero arrestati alcuni capi della protesta, tra i quali Leonida Fontanini, Faliero Micheli, Eliseo Meciani, e lo stesso Luigi Salvatori e sua moglie.

## Conseguenze
Nel luglio del 1919 i capi arrestati vennero rinviati a giudizio per "incitamento alla popolazione a rovesciare la costituzione dello stato e insorgere in armi contro i poteri pubblici". I processi, programmati per la fine di agosto vennero rinviati su richiesta della difesa e furono successivamente annullati per amnistia il 2 settembre 1919. 
Un nuovo sciopero ebbe luogo ai cantieri Ansaldo di Viareggio il 2 aprile 1920. 